# Limonia bougainvilleana
Limonia bougainvilleana är en tvåvingeart som beskrevs av Alexander 1971. Limonia bougainvilleana ingår i släktet Limonia och familjen småharkrankar. Inga underarter finns listade i Catalogue of Life.